# Ellisina canui
Ellisina canui är en mossdjursart som först beskrevs av Sakakura 1935.  Ellisina canui ingår i släktet Ellisina och familjen Calloporidae. Inga underarter finns listade i Catalogue of Life.